# Sokosti
Sokosti – wzniesienie w fińskiej Laponii. Wznosi się na wysokość 718 m n.p.m. Należy do masywu Saariselkä, około 6 km na wschód od jeziora Luirojärvi w gminie Sodankylä. Sokosti to najwyższy szczyt Parku Narodowego Urho Kekkonena i wschodniej Laponii.